# Combat de la Pihorais
Chouannerie
Batailles
Le combat de la Pihorais se déroule les 24 et 25 juillet 1799, pendant la Chouannerie.

## Déroulement
Fin juillet 1799, une bande de chouans de la région de Fougères menée semble-t-il par les frères Bobon, Pierre Maziau dit Saint-Roch et Grand-Pierre, passe en Mayenne,. les chouans désarment la garnison de Fougerolles, mais ils sont attaqués le 6 thermidor, soit le 24 juillet, à Saint-Mars-sur-la-Futaie, par 20 gardes nationaux de Pom-Dom-Guérin, dans la commune du Loroux, et de La Bazouge-du-Désert,. Les républicains capturent quelques chouans, qu'ils fusillent, mais ils prennent ensuite la fuite en constatant qu'ils sont en sous-nombre face aux insurgés, qui sont estimés à 150 hommes,. Les chouans gagnent alors le village de la Pihorais, entre Saint-Ellier-du-Maine et Larchamp, où ils sont attaqués par 35 gardes nationaux de ces deux communes et de Saint-Mars-sur-la-Futaie,. Cependant les patriotes sont encore repoussés et leurs pertes sont de trois morts et un blessé,,.
Pendant la nuit, les républicains réunissent 180 hommes des garnisons de Fougères, La Bazouge-du-Désert et du Loroux,, commandés par le chef de bataillon Pierre-Armand Pinoteau. Ceux-ci se lancent ensuite à la poursuite des chouans, qui sont rejoints dans les environs de Dompierre-du-Chemin, et de Saint-Pierre-des-Landes, à une dizaine de kilomètres au sud de la Pihorais. L'affrontement tourne cette fois à l'avantage des patriotes et dix à douze chouans sont tués d'après le rapport de Paturel, commissaire de Parcé,. Parmi les morts figure un chef nommé Jean-Baptiste Le Dauphin et surnommé Alphonse ou Le Vengeur,,. Celui-ci avait pris ce dernier surnom après la mort de sa mère et d'une de ses sœurs, assassinées par les faux chouans.